# Морской ангел (моллюск)
Морской ангел, или клионе, или клиона, или северный клион (лат. Clione limacina), — вид брюхоногих моллюсков из семейства Clionidae отряда крылоногих. Это хищные пелагические организмы, специализирующиеся на питании «морскими чертями» — моллюсками из рода Limacina. Морские ангелы населяют холодные воды Северного полушария. Массовые скопления этих моллюсков могут служить пищей для усатых китов и морских птиц.

## Распространение
Долгое время морских ангелов рассматривали как единый вид, распространённый в холодных водах обоих полушарий. Однако в 1990 году по результатам сравнения морфологии моллюсков из северных и южных популяций было сделано заключение об их видовой самостоятельности. Антарктические морские ангелы получили название Clione antarctica.
Взрослые моллюски держатся на глубинах до 500 м, личинки — до 200 м.

## Строение
Торпедообразное по форме тело морских ангелов практически прозрачно. Его длина обычно составляет 2—2,5 см, иногда достигает 4 см. Хорошо отграниченная от туловища голова несёт две пары щупалец. Первая пара находится по бокам от расположенного на переднем конце тела рта. Вторая, несущая рудиментарные глаза, — на спинной стороне головы, ближе к её заднему краю. Как и другие Gymnosomata, морские ангелы лишены раковины, мантийной полости и жабр. Нога претерпевает значительную редукцию: от неё сохраняются лишь пара локомоторных выростов (параподиев) и небольшое образование на брюшной стороне тела сразу позади головы.

### Параподии
Параподии представляют собой тонкие пластинки в форме неправильных пятиугольников, основания которых присоединены к телу параллельно его продольной оси. Длина основания параподия и его ширина приблизительно равны, у крупных экземпляров составляют около 5 мм при толщине около 250 мкм. Стенка этих выростов содержит нескольких групп мышц, которые с помощью синхронных гребных движений в трансверсальной плоскости продвигают тело моллюска вперёд. Внутри параподия находится полость тела, в которой залегают основные нервы, управляющие движением, и ещё три группы мышц: втягивающие параподии в тело, сокращающие их длину и толщину. Расправление происходит за счёт давления полостной жидкости.

## Размножение и развитие
Морские ангелы — гермафродиты с перекрёстным оплодотворением. Размножение происходит на протяжении практически всего года, однако пик нереста приходится на весну — начало лета, когда в арктических водах происходит массовое размножение планктонных водорослей, служащих пищей ранним личинкам — велигерам. Распределение велигеров и молодых политрохных (имеющих несколько венчиков ресничек) личинок тяготеет к верхним 100—200 м воды, которые изобилуют фитопланктоном.

## Питание

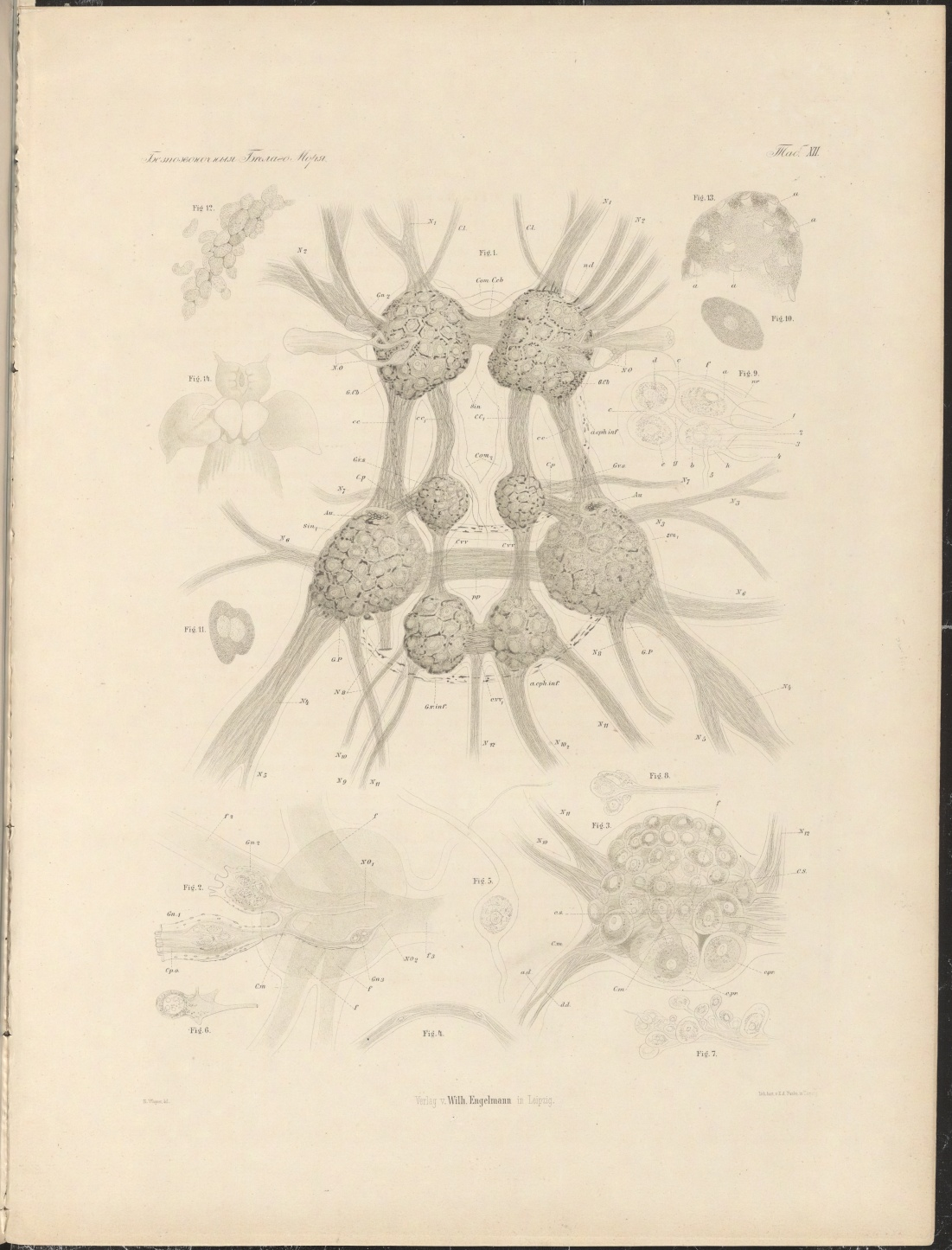
Нервная система морского ангела

Взрослые морские ангелы и поздние личинки специализируются на поедании «морских чертей» — раковинных крылоногих моллюсков лимацин (Limacina), тоже обитающих в толще воды. Обнаружив жертву, моллюск подплывает к ней, захватывает тремя парами выворачивающихся наружу буккальных конусов и с их помощью поворачивает жертву устьем раковины к своему рту. После этого хищник выскребает мягкие ткани, выдвигая и втягивая пучки хитиновых крючьев, расположенные в парных мешках в ротовой полости. Заглатывание поступающей пищи осуществляется за счёт движений другого элемента ротового аппарата — радулы. Обработка одной жертвы занимает от 2 до 45 минут, после чего пустая раковина отбрасывается. Морские ангелы могут длительное время (несколько месяцев) обходиться без пищи, существуя за счет запасов жира.
Велигеры питаются фитопланктоном, но уже через 2—3 дня после превращения в политрохную личинку при длине тела 0,3 мм переходят на питание велигерами лимацин, а достигнув 0,6 мм, начинают охотиться на претерпевших метаморфоз жертв.

## Модельный объект в нейрофизиологии
Как и многие другие заднежаберные брюхоногие, морские ангелы обладают крупными идентифицируемыми нейронами и выступают в роли модельных объектов для изучения клеточных механизмов локомоции и поведения, установления межнейронных связей и др.

## В массовой культуре
Образ покемонов 4-го поколения: Манафи (№ 490 — Manaphy) и Фион (№ 489 — Phione) создан на основе внешнего вида морского ангела.